# Хэцзянь
Хэцзя́нь (кит. упр. 河间, пиньинь Héjiān, буквально: «между реками») — городской уезд городского округа Цанчжоу провинции Хэбэй (КНР).

## История
В древности в этих местах существовал удел Хэцзянь (河间国). При империи Хань в 165 году до н. э. удел был преобразован в округ — так получился округ Хэцзянь (河间郡). Впоследствии округ несколько раз вновь становился уделом, а удел — округом. При империи Северная Вэй эта территория была подчинена области Инчжоу (瀛州). При империи Северная Сун в 1108 году область Инчжоу была преобразована в Хэцзяньскую управу (河间府). При монгольской империи Юань Хэцзяньская управа была переименована в Хэцзяньский регион (河间路), но при империи Мин регион опять был переименован в управу, которой подчинялось 10 уездов — в том числе уезд Хэцзянь.
После Синьхайской революции в Китае была проведена реформа структуры административного деления, в ходе которой управы были упразднены, и в 1913 году Хэцзяньская управа была расформирована, остался лишь уезд Хэцзянь.
В 1949 году был образован Специальный район Цансянь (沧县专区), и уезд вошёл в его состав. В июне 1958 года Тяньцзинь был понижен в статусе, став городом провинциального подчинения, и Специальный район Цансянь был присоединён к Специальному району Тяньцзинь (天津专区). В начале 1959 года Специальный район Тяньцзинь был расформирован, а вся его территория вошла в состав города Тяньцзинь.
В июне 1961 года были восстановлены Специальный район Цанчжоу (沧州专区) — бывший Специальный район Цансянь, и уезд вошёл в его состав. В декабре 1967 года Специальный район Цанчжоу был переименован в Округ Цанчжоу (沧州地区).
В октябре 1990 года уезд Хэцзянь был преобразован в городской уезд. В 1993 году Округ Цанчжоу и город Цанчжоу были расформированы, а на их территориях был образован Городской округ Цанчжоу.

## Административное деление
Городской уезд Хэцзянь делится на 7 посёлков, 12 волостей и 1 национальную волость.